# Юнион (округ, Индиана)
Ю́нион (англ. Union County) — округ в США, штате Индиана. По состоянию на 2010 год, численность населения составляла 7 516 человек. Был основан в 1821 году.

## География
По данным Бюро переписи США, общая площадь округа равняется 428 км², из которых 418 км² суша и 10 км² или 2,39 % это водоёмы.

## Население
По данным переписи населения 2000 года в округе проживает 7 349 жителей в составе 2 793 домашних хозяйств и 2 072 семей. Плотность населения составляет 18,00 человек на км2. На территории округа насчитывается 3 077 жилых строений, при плотности застройки около 7-ти строений на км2. Расовый состав населения: белые — 98,69 %, афроамериканцы — 0,23 %, коренные американцы (индейцы) — 0,27 %, азиаты — 0,19 %, гавайцы — 0,01 %, представители других рас — 0,16 %, представители двух или более рас — 0,44 %. Испаноязычные составляли 0,30 % населения независимо от расы.
В составе 35,30 % из общего числа домашних хозяйств проживают дети в возрасте до 18 лет, 62,60 % домашних хозяйств представляют собой супружеские пары проживающие вместе, 8,20 % домашних хозяйств представляют собой одиноких женщин без супруга, 25,80 % домашних хозяйств не имеют отношения к семьям, 22,40 % домашних хозяйств состоят из одного человека, 10,30 % домашних хозяйств состоят из престарелых (65 лет и старше), проживающих в одиночестве. Средний размер домашнего хозяйства составляет 2,60 человека, и средний размер семьи 3,05 человека.
Возрастной состав округа: 27,30 % моложе 18 лет, 7,70 % от 18 до 24, 28,50 % от 25 до 44, 23,60 % от 45 до 64 и 23,60 % от 65 и старше. Средний возраст жителя округа 36 лет. На каждые 100 женщин приходится 98,40 мужчин. На каждые 100 женщин старше 18 лет приходится 93,70 мужчин.
Средний доход на домохозяйство в округе составлял 36 672 USD, на семью — 41 752 USD. Среднестатистический заработок мужчины был 31 859 USD против 21 617 USD для женщины. Доход на душу населения составлял 19 549 USD. Около 7,90 % семей и 9,70 % общего населения находились ниже черты бедности, в том числе — 13,30 % молодежи (тех, кому ещё не исполнилось 18 лет) и 6,40 % тех, кому было уже больше 65 лет.